# Bâra
Bâra es una comuna ubicada en el distrito de Neamț, Rumania.

## Superficie
Posee una superficie de 23,12 kilómetros cuadrados.

## Demografía
Hasta 2021 la población era de 1532 habitantes, con una densidad de población de 66,26 habitantes por kilómetro cuadrado.